# لاس لاخاس، کوبا
لاس لاخاس (به اسپانیایی: Las Lajas) روستایی در کوبا است که در نزدیکی خلیج گوانتانامو در استان گوانتانامو و در غرب فرودگاه ماریانا گراجا لس واقع شده‌است.